# Трауберг, Альберт Давидович
Альберт Давидович Трауберг (31 июля 1881, Венден — 14 (28) мая 1908, Санкт-Петербург) — участник революционного движения в Российской Империи в начале XX века, основатель и лидер Летучего боевого отряда Северной области партии социалистов-революционеров. Известен также под псевдонимом «Карл». 

Трауберг упоминается в мемуарах начальника охранного отделения А. В. Герасимова: 
По словам Азефа это был человек совершенно исключительной предприимчивости и смелости. «Пока он на свободе, — говорил мне Азеф, — вы не сможете быть спокойным.» — Герасимов, «На лезвии с террористами (недоступная ссылка)», 1985

И в воспоминаниях А. И. Спиридовича: 
Смелый, настойчивый, с железным характером, Трауберг, слывший среди революционеров под кличками «Иван Иванович» и «Карл», сумел сбить свой отряд, подчинить своему влиянию даже и не родственных ему ни по вере, ни по национальности, социалистов-революционеров и поставил террор на исключительно широкую ногу. — Спиридович, «Революционное движение в России», 1916 

## Биография
Родился в 1881 году в городе Венден в Российской Империи (сейчас Цесис, Латвия), по национальности латыш. С революционным движением Трауберг познакомился в 1896 году в Риге, приняв участие в редактировании и гектографии журнала «Первые шаги». Был членом Балтийского союза социал-демократов. В дальнейшем входил в организацию «Вперед», по делу которой был арестован 17 января 1903 года. Осенью 1905 года был освобожден. Оказавшись на свободе, стал членом ЦК Латышского Союза социал-демократов до 1906 года. Летом 1906 года вступил в партию социалистов-революционеров. В том же году Трауберг стал создателем и первым лидером Летучего боевого отряда Северной области. Им были организованы несколько успешных терактов: убийство военного прокурора Павлова, начальника тюрьмы «Крестов» Иванова, Максимовского и др.
Был арестован в ноябре 1907 года по доносу провокатора Евно Азефа. 14 мая 1908 года был повешен по приговору военно-окружного суда. Его товарищи по Боевому отряду тоже были арестованы и повешены в феврале того же года.